# 姜玉貞
姜玉貞（1894年—1937年10月），字連璧。山東省菏澤縣人。他為抗日戰爭期間陣亡的中國軍方高級將領之一。

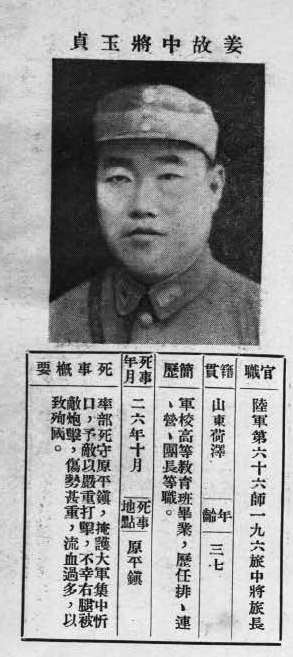
《抗戰軍人忠烈錄》（第一輯）中的姜玉貞烈士遺像

## 生平
軍校高等教育班畢業，陸軍第六十六師第一百九十六旅旅長，在忻口北原平鎮壯烈殉國。追贈陸軍中將。
2014年9月1日，姜玉贞被列入中华人民共和国民政部公布的第一批300名著名抗日英烈和英雄群体名录。